# 439
Період падіння Західної Римської імперії. У Східній Римській імперії триває правління Феодосія II. У Західній правління Валентиніана III, значна частина території окупована варварами, зокрема в Іберії утворилося Вестготське королівство, а Північну Африку захопили вандали. У Китаї правління династії Лю Сун. В Індії правління імперії Гуптів. У Японії триває період Ямато. У Персії править династія Сассанідів.
На території лісостепової України Черняхівська культура. У Північному Причорномор'ї готи й сармати. Історики VI століття згадують плем'я антів, що мешкало на території сучасної України приблизно з IV сторіччя. З'явилися гуни, підкорили остготів та аланів й приєднали їх до себе.

## Події
- Військовий магістр Західної Римської імперії Флавій Аецій взяв в облогу Тулузу, однак під стінами міста він зазнав важкої поразки, і тільки завдяки значним втратам вестготів король Теодоріх I згодився на мир зі збереженням статусу кво.
- Ліцінія Євдоксія народила імператору Західної Римської імперії Валентиніану III доньку Євдокію. З цієї нагоди імператор надав їй титул августи.
- Грецька мова стала офіційною мовою Східної Римської імперії.
- Гуни й Східна Римська імперія узгодили умови миру, які включали щорічну виплату гунам 700 фунтів золота данини.
- Король вандалів Гейзеріх порушив угоду з Римом і напав на провінцію Африка. 19 жовтня вони захопили Карфаген, що став столицею Королівства вандалів. Узимку вандали окупували Сицилію, Сардинію, Корсику й Балеарські острови.